# Giovanni De Andrea
Giovanni De Andrea (Rivarolo Canavese, 22 aprile 1928 – Roma, 19 gennaio 2012) è stato un arcivescovo cattolico italiano.

## Biografia
Monsignor Giovanni De Andrea nacque a Rivarolo Canavese il 22 aprile 1928. Anche suo fratello Giuseppe fu arcivescovo e diplomatico.

### Formazione e ministero sacerdotale
Il 29 giugno 1951 fu ordinato presbitero per la diocesi di Ivrea. Dal 1956 al 1958 studiò presso la Pontificia accademia ecclesiastica, poi entrò nel servizio diplomatico della Santa Sede. Il 21 giugno 1963 papa Paolo VI gli conferì il titolo onorario di cameriere segreto soprannumerario di Sua Santità e il 13 aprile 1973 quello di prelato d'onore di Sua Santità.

### Ministero episcopale
Il 14 aprile 1975 papa Paolo VI lo nominò arcivescovo titolare di Aquaviva e delegato apostolico in Angola. Ricevette l'ordinazione episcopale l'11 maggio successivo dal cardinale segretario di Stato Jean-Marie Villot, co-consacranti gli arcivescovi Giovanni Benelli, sostituto per gli affari generali della Segreteria di Stato, e Bernardin Gantin, segretario della Congregazione per l'evangelizzazione dei popoli.
Papa Giovanni Paolo II il 26 gennaio 1983 lo nominò pro-nunzio apostolico in Iran e il 22 novembre 1986 pro-nunzio apostolico in Algeria e Tunisia e delegato apostolico in Libia. Il 29 febbraio 1992 fu designato vicepresidente dell'Ufficio del Lavoro della Sede Apostolica. Dal 1993 al 2003 fu presidente del consiglio della Libreria Editrice Vaticana. Il 13 ottobre 2007 papa Benedetto XVI accettò la sua rinuncia all'incarico per raggiunti limiti d'età.
Fino al 2010 fu gran priore della luogotenenza dell'Italia Centrale e Sardegna dell'Ordine equestre del Santo Sepolcro di Gerusalemme. In seguito la luogotenenza venne divisa.
Morì a Roma il 19 gennaio 2012. Le esequie si tennero nella basilica di San Pietro in Vaticano e furono presiedute dal cardinale Angelo Sodano. Una seconda cerimonia funebre, presieduta dal fratello Giuseppe, ebbe luogo il 23 gennaio alle ore 11 nella chiesa di San Giacomo di Rivarolo Canavese. La salma venne poi tumulata nella tomba di famiglia nel cimitero cittadino.

## Genealogia episcopale e successione apostolica
La genealogia episcopale è:
- Cardinale Scipione Rebiba
- Cardinale Giulio Antonio Santorio
- Cardinale Girolamo Bernerio, O.P.
- Arcivescovo Galeazzo Sanvitale
- Cardinale Ludovico Ludovisi
- Cardinale Luigi Caetani
- Cardinale Ulderico Carpegna
- Cardinale Paluzzo Paluzzi Altieri degli Albertoni
- Papa Benedetto XIII
- Papa Benedetto XIV
- Papa Clemente XIII
- Cardinale Giovanni Francesco Albani
- Cardinale Carlo Rezzonico
- Cardinale Antonio Dugnani
- Arcivescovo Jean-Charles de Coucy
- Cardinale Gustave-Maximilien-Juste de Croÿ-Solre
- Vescovo Charles-Auguste-Marie-Joseph Forbin-Janson
- Cardinale François-Auguste-Ferdinand Donnet
- Vescovo Charles-Emile Freppel
- Cardinale Louis-Henri-Joseph Luçon
- Cardinale Charles-Henri-Joseph Binet
- Cardinale Maurice Feltin
- Cardinale Jean-Marie Villot
- Arcivescovo Giovanni De Andrea

La successione apostolica è:
- Cardinale Alexandre do Nascimento (1975)
- Arcivescovo Manuel Franklin da Costa † (1975)
- Arcivescovo Francisco Viti † (1975)
- Vescovo Eugénio Salessu † (1977)
- Vescovo Pedro Marcos Ribeiro da Costa † (1977)
- Vescovo José Próspero da Ascensão Puaty † (1977)